# Matematická odchylka
Matematická odchylka se používá pro číselné vyjádření odchylky a je ji možno definovat dvěma způsoby:
- jako velikost úhlu sevřeného geometrickými objekty, přímky, roviny, nebo vektory.
- jako obecné označení pro míru variability statistického znaku nebo náhodné veličiny. Nejčastěji se používá směrodatná odchylka a kvartilová odchylka.